# Junior Mbida
Junior Bienvenu Mbida (Yaundé; 14 de enero de 1990) es un jugador de baloncesto franco-camerunés que actualmente pertenece a la plantilla del Strasbourg IG de la Pro A, la primera división francesa. Con 2,06 metros de altura juega en la posición de Pívot.

## Trayectoria Profesional

### Inicios
Se formó en las canteras del Cholet Basket y del Paris-Levallois Basket, club en el que estuvo hasta 2011.

### Lille MBC
Los siguientes dos años (2011-2013), los pasó en el Lille MBC de la Pro B, la 2ª división francesa.
En su primera temporada (2011-2012), jugó 30 partidos con un promedió 3,6 puntos (51,4 % en tiros de 2, 50 % en triples y 76,3 % en tiros libres) y 2 rebotes en 8,7 min.
En su segunda y última temporada (2012-2013), jugó 30 partidos con un promedió 1,7 puntos y 2,4 rebotes en 8,3 min.
Disputó un total de 60 partidos de liga con el conjunto de Lille entre las dos temporadas, promediando 2,6 puntos (39,3 % en triples y 59,9 % en tiros libres) y 2,2 rebotes en 8,5 min de media.

### S.O.M.Boulogne
Firmó por el S.O.M.Boulogne, también de la Pro B, para la temporada 2013-2014. Con el equipo de Boulogne-sur-Mer ganó el Campeonato de Francia de Baloncesto Pro B y ascendió de esta manera a la Pro A
Disputó 42 partidos de liga con el cuadro marítimo, promediando 3,7 puntos (52,6 % en tiros de 2 y 68,6 % en tiros libres) y 2,3 rebotes en 11,2 min de media.

### Sharks Antibes
El 28 de junio de 2014, los Sharks Antibes de la Pro B, anunciaron su fichaje para la temporada 2014-2015. Con el equipo de Antibes ganó la Disneyland Paris Leaders Cup Pro B en 2015 y se proclamó campeón de los play-offs de la Pro B, consiguiendo el ascenso a la Pro A por 2ª vez.
Disputó 31 partidos de liga y 8 de play-offs con los Sharks de Antibes, promediando en liga 7,5 puntos (57,7 % en tiros de 2, 33,3 % en triples y 66,7 % en tiros libres) y 5,4 rebotes en 20,1 min de media, mientras que en play-offs promedió 9,1 puntos (68,1 % en tiros de 2), 5,1 rebotes, 1,3 asistencias y 1,4 tapones en 25,4 min de media.
Finalizó la temporada como el 8º máximo taponador de la Pro B.

### AS Mónaco Basket
Tras esta buena y exitosa temporada en Antibes, el 15 de junio de 2015, el AS Mónaco Basket de la Pro A, anunció su incorporación para las dos próximas temporadas. En diciembre de 2015 fue cedido hasta final de temporada al Cholet Basket.
Tan sólo jugó 11 partidos de liga con el conjunto monegasco, promediando 3 puntos (50 % en tiros de 2, 50 % en triples y 71,4 % en tiros libres) y 2,2 rebotes en 9,7 min.

### Cholet Basket
En diciembre de 2015, el AS Mónaco Basket, anunció su cesión al Cholet Basket hasta el final de la temporada 2015-2016.
Disputó 16 partidos de liga con el cuadro de Cholet, promediando 4 puntos (56,3 % en tiros de 2 y 73,3 % en tiros libres) y 3 rebotes en 12,2 min de media.